# Kenneth Cockrell
Kenneth Dale Cockrell, detto Taco (Austin, 9 aprile 1950), è un ex astronauta statunitense.
Cockrell fu selezionato come astronauta nel 1990 e fece il suo primo volo spaziale nel 1993 sulla missione STS-56 come specialista di missione. Volò poi come pilota in STS-69 nel 1995 e comandò STS-80 (1996), STS-98 (2001) e STS-111 (2002).